# Philophylla pulla
Philophylla pulla är en tvåvingeart som först beskrevs av Ito 1952.  Philophylla pulla ingår i släktet Philophylla och familjen borrflugor. Inga underarter finns listade i Catalogue of Life.